# Geburtsplan

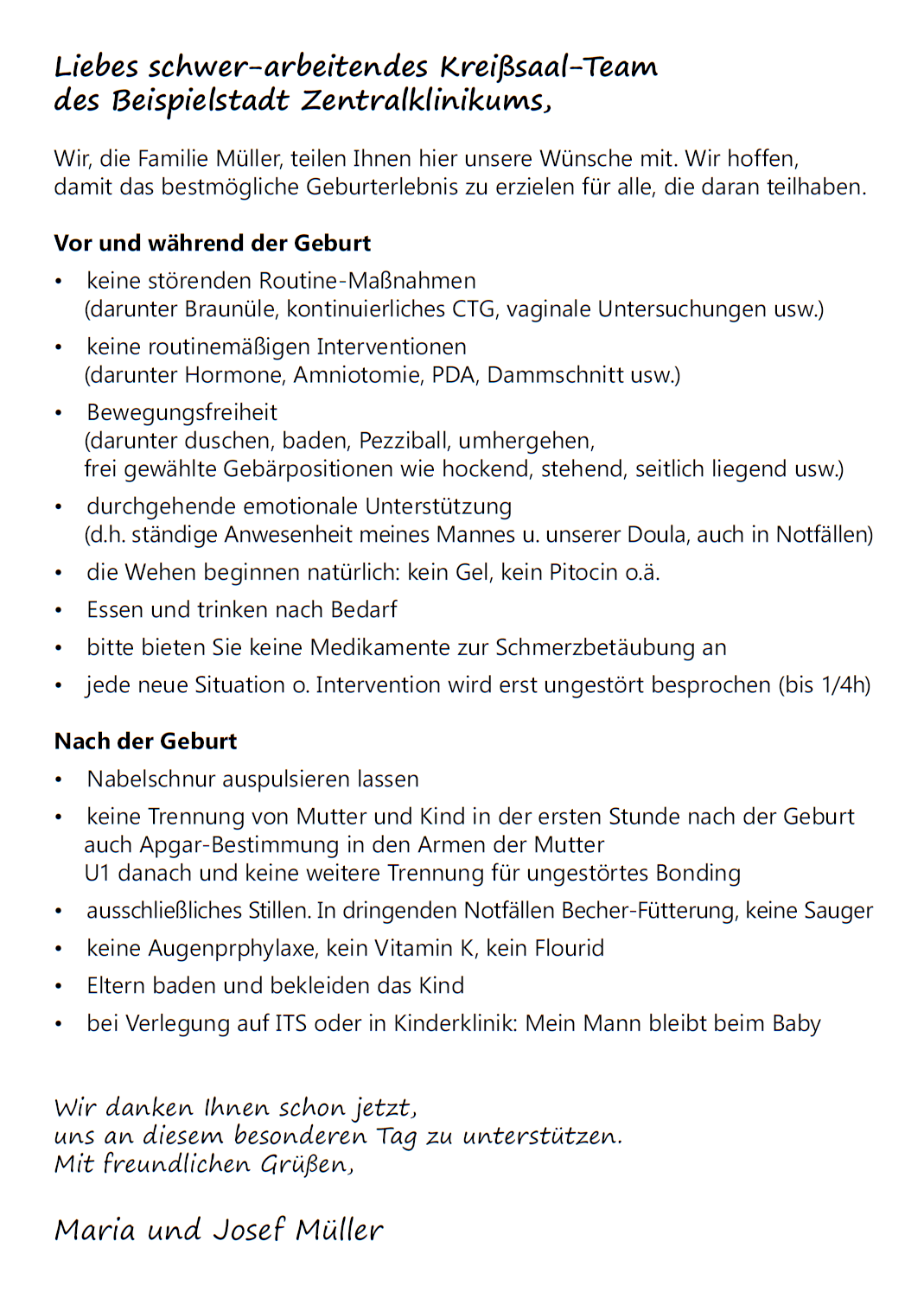
Beispiel eines kurzen Geburtsplans für eine „eingriffsarme“ Geburt

In einem Geburtsplan legen Schwangere oder werdende Elternpaare ihre Wünsche und Bedürfnisse für den Ablauf der Geburt ihres Kindes offen. Er kann von den Eltern frei verfasst werden oder auf einem Vordruck einer Klinik beruhen.
Ziele eines Geburtsplans sind:
- sich mit der bevorstehenden Geburt auseinanderzusetzen und vor Beginn der Geburt informierte Entscheidungen über ihren gewünschten Ablauf zu treffen,
- die Kommunikation und Zusammenarbeit zwischen werdenden Eltern und Geburtshelfern zu verbessern und
- das Geburtserlebnis näher an die elterlichen Vorstellungen zu rücken.

Schriftliche Geburtspläne gab es erstmals in den 1980er Jahren, nachdem Geburten im Lauf des 20. Jahrhunderts zunehmend im Krankenhaus durchgeführt wurden. Mit Geburtsplänen wollten Frauen eine aktivere Rolle bei der Planung ihrer Geburt einnehmen. Geburtspläne können den Wunsch nach bestimmten Interventionen zum Ausdruck bringen (zum Beispiel Periduralanästhesie oder Wunschkaiserschnitt) oder den Wunsch bestimmte Interventionen zu vermeiden. Ein Geburtsplan senkt die Notwendigkeit, unter Druck Entscheidungen fällen zu müssen.

## Psychologische Funktion
Geburtspläne haben in erster Linie eine psychologische Funktion, wobei die Schwangere sich ein Gefühl der relativen Kontrolle verschaffen kann. Das Gefühl, die Kontrolle über den Geburtsvorgang zu haben, ist ein Faktor für die Zufriedenheit mit der Geburt. Je höher die Erwartungen an die Geburt sind, umso positiver ist statistisch gesehen das Geburtserlebnis, während geringe Erwartungen die Frauen eher unzufrieden mit der Geburt sein lassen.

## Verfassen und Anwenden eines Geburtsplanes
Wünschen die Eltern eine möglichst gute Kooperation mit den Geburtshelfern, so wenden sie sich am besten schon vor der Geburt an sie. Sie sprechen Vorzüge, Wünsche und auch Befürchtungen durch, die sie im Geburtsplan festhalten. Dies schafft eine Kommunikationsbasis, die dem vorbeugt, dass sich Geburtshelfer unter Druck gesetzt fühlen. Andererseits reduziert es Ängste aufseiten der Eltern und ermöglicht ihnen, sich über die Gegebenheiten in der Einrichtung zu informieren. Es macht sie mit ihren Wahlmöglichkeiten bekannt und schafft eine Basis für weitere Information.
Bei den Punkten, die für die Frauen wichtig sind, können gemeinsam mit den Geburtsbetreuern Informationen zu wissenschaftlicher Evidenz zusammengetragen werden. Auf dieser Basis können Entscheidungen diskutiert sowie Gefühle und Konsequenzen reflektiert werden.
In Folge solcher Gespräche haben die Eltern eine bessere Vorstellung davon, ob ihre Vorstellungen mit denen der Geburtseinrichtung in Einklang gebracht werden können – oder ob sie sich auf die Suche nach einer anderen Einrichtung, anderen Geburtshelfern oder einer anderen Umgebung (Krankenhaus, Geburtshaus, Hausgeburt) begeben wollen.
Die Eltern oder die Mutter verfassen dann den Geburtsplan der Geburt ihres Kindes. Ein freundlicher, höflicher Ton wird empfohlen. Der Plan sollte flexibel gehalten sein, sodass sich Handlungsmaßstäbe ergeben sowohl für eine komplikationslose Geburt, als auch für schwierige Situationen. Für den Fall eines Kaiserschnitts kann beispielsweise ein gesonderter Plan angefertigt werden. Es wird empfohlen, den Plan nicht länger als eine Seite zu halten, da so die Wahrscheinlichkeit steigt, dass er auch gelesen wird.
Erscheint die Mutter zur Geburt in der Einrichtung, so wird der Plan zur eigenen Akte gelegt. Bei Wechsel des Personals wird erneut auf die Existenz des Geburtsplans hingewiesen.
Sowohl Mütter als auch Geburtshelfer sehen im Geburtsplan einen gültigen Handlungsmaßstab und eine Grundlage der gemeinsamen Kommunikation. Er ist jedoch ein flexibles Dokument, das den Umständen und dem Kommunikationsfluss angepasst werden muss. Im besten Fall überlegen Frauen nicht nur, wie ihre ideale Geburt aussieht, sondern auch, wie bei Komplikationen verfahren werden soll, etwa bei lang dauernder Eröffnungsphase oder bei medizinisch indiziertem Kaiserschnitt.

## Inhalte
Typische Themenbereiche von Geburtsplänen sind:
- Geburtsort (zu Hause, Geburtshaus, Klinik)
- Wahl des Betreuers (Hebamme, Arzt, Doula)
- Schmerzbehandlung (Anästhesie)
- Interventionen (Untersuchungen, Abhören der kindlichen Herztöne, Dammschnitt,  Flüssigkeitszufuhr, Verabreichung von Hormonen)
- Komfort (Umhergehen während der Wehen, Gebärpositionen, Wassergeburt)
- Behandlung des Neugeborenen nach der Geburt (z. B. Stillen, Zufüttern, Hautkontakt, Medikamente/Supplemente)
- Atmosphäre (Privatsphäre, Beleuchtung)
- sonstige Bedürfnisse (z. B. religiöse oder kulturelle Anforderungen, Behinderungen, Phobien)
- stationäre oder ambulante Geburt, Dauer des Klinikaufenthaltes, Art des Zimmers auf Wochenstation

## Einfluss auf das Geburtsergebnis
Subjektiv: Es gibt Studien, denen zufolge Geburtspläne die Geburtserfahrung der Frauen verbessert haben und dass sie vermehrt das Gefühl der Kontrolle über den Geburtsablauf hatten. Ihre Erwartungen an die Geburt wurden in höherem Maße erfüllt als bei einer Kontrollgruppe ohne Geburtsplan. Einige Frauen geben an, dass der Geburtsplan ihnen ein besseres Verständnis vom Geburtsablauf und medizinischen Wahlmöglichkeiten gebe. Einige fanden, dass sie dadurch besser ihre Wünsche und Vorzüge ausdrücken konnten, dass die Kommunikation mit dem Klinikpersonal verbessert wurde und dass ihr Selbstvertrauen gestärkt wurde. Für die Geburtshelfer ergab sich in derselben Studie, dass Geburtspläne ein kritisches Überdenken von gängigen Praktiken ermöglichte. Sie förderten Vielfalt und verbesserten die Qualität der Geburtshilfe im Sinne der Patientenrechte und -Vorzüge. In beiden Studien waren klinisch vorgefertigte Geburtspläne die Grundlage. Es ist unklar, ob von den Eltern selbst erstellte Geburtspläne dieselbe Wirkung haben. 
Einer Studie zufolge verbessern Geburtspläne nicht die Beziehung zwischen Gebärenden und Personal, sondern irritieren das Personal und wirken sich negativ auf die geburtshilflichen Ergebnisse aus. Einer anderen Studie zufolge empfanden Frauen ihre Wahlmöglichkeiten als „illusorisch und weitgehend oberflächlich“; Geburtspläne „ermöglichten den Frauen nicht, mehr Kontrolle über die Geburt zu haben“. Das Gefühl, unterbewertet und nicht unterstützt zu werden, sei weitgehend das Ergebnis einer ineffektiven, autoritären, paternalistischen Kommunikation, die nicht dazu beitrug, Vertrauen zu entwickeln, Ziele zu setzen oder Entscheidungen zu treffen. Obwohl Frauen schriftliche Geburtspläne als hilfreich empfinden, deuten die meisten Untersuchungen darauf hin, dass es keine Unterschiede gibt zwischen Frauen, die einen schriftlichen Geburtsplan haben, und jenen, die keinen haben. Das gilt sowohl in Bezug auf Angst, Schmerzen oder allgemeine Erfahrungen  als auch auf das Gefühl der Kontrolle. Eine weitere Studie berichtet über ein vierfach erhöhtes Risiko einer operativen Entbindung bei Frauen, die Geburtspläne verwenden.
Quantitativ: Es können keine Aussagen zu messbaren Ergebnissen (wie Kaiserschnittrate, Dammschnittrate) gemacht werden, da sich Studien widersprechen. Es konnten keine negativen Auswirkungen auf das Geburtsergebnis für Mutter und Kind nachgewiesen werden. Es fehlen groß angelegte Studien, um konkrete Aussagen zum Einfluss von Geburtsplänen zu machen. Das Ergebnis hängt sehr von der Art des Planes ab (individuell, übernommene Vorlage aus dem Internet oder Vordruck der Geburtseinrichtung), von der jeweiligen Geburtseinrichtung (in vielen Studien nur je eine einzige) und der Kommunikation zwischen Eltern und Geburtshelfern im Vorfeld der Geburt.

## Grenzen und Nachteile eines Geburtsplanes
„Ein Geburtsplan ist eher eine Annäherung an den Geburtsverlauf, als die Garantie für ein bestimmtes Ergebnis.“

Ein Geburtsplan kann natürlich nicht den Verlauf der Geburt vorherbestimmen. Er kann lediglich Orientierung geben, was von den Geburtshelfern erwartet wird, in Abhängigkeit dessen, was eintritt. Basis ist, dass sich die Eltern im Vorfeld umfassend über die Möglichkeiten informiert haben und darauf aufbauend Entscheidungen treffen. Es kann zu Enttäuschungen seitens der Eltern kommen, wenn die gesetzten Ziele nicht erreicht werden konnten. Im Gespräch mit der geburtshilflichen Einrichtung stellt sich oft heraus, dass manche Dinge relativiert werden müssen, da sie nicht garantiert werden können. Geburtshelfer bemängeln, dass manche Eltern unflexibel oder kompliziert werden, wenn auch nur die kleinste Abweichung von ihrem Plan notwendig wird.
Bei der Erstellung eines Geburtsplans wird in der Regel nicht geprüft, ob die Erwartungen angesichts der Unvorhersehbarkeit auch wirklich sinnvoll und realistisch sind.
Vorgefertigte Geburtspläne bergen die Gefahr, von den werdenden Eltern nicht richtig verstanden zu werden: Sie sollten sich darüber im Klaren sein, warum sie bestimmte Dinge ablehnen oder einfordern und welche Konsequenzen das hat. Geburtspläne aus dem Internet bereiten Eltern nicht darauf vor, dass die Akzeptanz einer Intervention eine ganze Reihe weiterer Interventionen nach sich ziehen kann (z. B. kein Pressdrang mit PDA, dadurch Wehenverstärker/angeleitetes Pressen/Vakuum- oder Forzeps-Extraktion nötig). Häufig gehen sie über mehrere Seiten, was die Wahrscheinlichkeit verringert, dass sie überhaupt gelesen werden. Einige Punkte in diesen Vorlagen haben nichts mit den Gegebenheiten in der betreffenden Klinik zu tun, sind teilweise nicht aktuell (z. B. Schamhaarrasur, die kaum mehr durchgeführt wird) oder klingen defensiv. Individuell angefertigte Geburtspläne sind daher zu präferieren.
Manche Kliniken führen einen vorgedruckten Geburtsplan ein, bei dem die Eltern ankreuzen können, welche Präferenzen sie haben. Es wird bemängelt, dass dies den Eltern nur den Schein einer Wahl gebe, da die Wahlmöglichkeiten nicht das Routinespektrum der jeweiligen Einrichtung überschreiten.
Einige Studien kommen zu dem Ergebnis, dass ein Geburtsplan nicht das subjektive Erleben einer Geburt beeinflusst und widersprechen sich somit mit anderen Studien, die zu einem positiven Ergebnis kommen. Weitere Forschung steht aus.
Manche in Kliniken tätige Hebammen fühlen sich teilweise durch Geburtspläne unter Druck gesetzt. So können Spannungen und Konflikte zwischen Eltern und Klinikpersonal entstehen. Sie sind ein Spiegel der derzeitigen Probleme in der Geburtshilfe:
- unterschiedliche Glaubenssätze über Geburt
- das unterschiedliche Verständnis von sicherer und effektiver Begleitung
- der Umgang mit informierter Zustimmung oder Ablehnung von Maßnahmen durch die Eltern
- das häufige Desinteresse an Patientenwünschen und -rechten zugunsten der gängigen Routine[13]
- der Verzicht auf evidenzbasierte Medizin zugunsten persönlicher Grundüberzeugungen oder rigider Klinikroutine, die oft nicht der aktuellen „best practice“ entsprechen, bzw. stehen Geburtsbetreuer im Konflikt mit beiden - In Geburtsplänen werden oft vernünftige, evidenzgestützte Dinge gewünscht wie freies Umhergehen, Verzicht auf Dauer-CTG oder Dauer-Infusion, Wassergeburt... die jedoch wegen Klinikroutine oder Personalmangel häufig nicht gewährleistet werden[4]

Einige Frauen bemängeln, dass nicht ausreichend das berücksichtigt wurde, was sie geschrieben haben. Es wird gefordert, dass Geburtshelfer mehr auf die Vorzüge und Wünsche eingehen, die ihnen ihre Patienten in Geburtsplänen offenlegen. Geburtspläne zwingen Geburtshelfer aus ihrem Komfortbereich heraus. Doch dadurch besteht für sie die Chance, einen Dialog mit den Familien einzugehen und das eigene Vorgehen durch ihre Augen zu betrachten und zu hinterfragen. Auch von Bedeutung ist die Bereitschaft des Pflegepersonals, neutrale und bestenfalls evidenzbasierte Informationen zur Verfügung zu stellen.
Geburtspläne sind nur dann sinnvoll, wenn beide Seiten ein Interesse daran haben – Eltern und Geburtshelfer – und sich entsprechend informieren bzw. weiterbilden:
- Eltern, um informierte Entscheidungen zu treffen
- Gesundheitsberufe, um offengelegte Patientenwünsche als integralen Bestandteil ihrer eigenen Arbeit wahrzunehmen und darauf einzugehen[13]

In der Praxis bindet der Geburtsplan weder die Frau noch die Geburtshelfer an das Formulierte. Die Frau kann jederzeit eine abweichende Behandlung anfordern, mündliche Aussage genügt. Auch Hebamme oder Arzt können jederzeit weitergehende Maßnahmen vorschlagen und werden das auch tun, wenn sie diese Maßnahmen für sinnvoll halten. Die Frau kann dann unabhängig von der vorherigen Planung entscheiden, was sie möchte. Die Frau hat in jedem Fall die rechtliche Kontrolle über die Behandlung, denn das Patientenrecht setzt jeder Untersuchung und jedem Eingriff die vorherige Aufklärung durch den Behandelnden und die wirksame Einwilligung durch den Patienten voraus. Es gibt bisher keine gesetzlichen Regelungen oder Gerichtsurteile speziell zu Geburtsplänen. Geburtspläne sind nicht als Form einer Patientenverfügung zu verstehen, da diese nur greift, wenn der Patient nicht mehr einwilligungsfähig ist.

## Alternativen zum Geburtsplan
Es gibt auch andere Möglichkeiten, sich mit der bevorstehenden Geburt auseinanderzusetzen und die eigenen Vorstellungen mit dem Ablauf der Geburt in Einklang zu bringen:
- Geburtsvorbereitungskurse: Sie dienen der informationsvermittlung und der körperlichen Vorbereitung auf eine Geburt. Finden sie im gewählten Geburtssetting statt, kann gleichzeitig Information zur dortigen Routine eingeholt werden.
- 1-zu-1-Betreuung durch eine Hebamme, die man vor der Geburt schon kennenlernt (z. B. im Rahmen der Schwangerenvorsorge; Betreuungsbogen): In Gesprächen lernt man sich gegenseitig kennen und die Hebamme kann die Wünsche und Befürchtungen der Schwangeren kennenlernen und darauf eingehen. 1-zu-1-Betreuung wird gewährleistet bei außerklinischen Geburten (Geburtshaus, Hausgeburt), in Hebammenkreißsälen sowie bei Geburten mit Beleghebammen in einer Klinik.
- Geburtsbegleitung durch eine Doula: Doulas sind Frauen, die selbst Kinder zur Welt gebracht haben und allein zur Unterstützung der werdenden Eltern eine Geburt begleiten. Nach einem Kennenlernen versucht sie, die Bedürfnisse der Frau an das Klinikpersonal zu kommunizieren, sich für sie einzusetzen und zwischen Eltern und Geburtshelfern zu vermitteln.